# Dianesea palmae
Dianesea palmae är en svampart som först beskrevs av Frank Lincoln Stevens, och fick sitt nu gällande namn av Inácio & P.F. Cannon 2002. Dianesea palmae ingår i släktet Dianesea och familjen Coccoideaceae.   Inga underarter finns listade i Catalogue of Life.